# 23e division d'infanterie (Vietnam du Sud)
Pour les articles homonymes, voir 23e division d'infanterie.
La 23e division d'infanterie (en vietnamien : Sư đoàn 23 Bộ Binh ; en anglais: 23rd Division (South Vietnam)) de l'Armée de terre de la république du Viêt Nam (Army of the Republic of Vietnam - ARVN) - l'armée de terre de l'État-nation du Sud-Viêt Nam qui a existé de 1959 à 1975 - faisait partie du 2e corps d'armée qui supervisait la région des Montagnes centrales.

## Histoire
En 1960, la 23e division d'infanterie est formée à partir de la 15e division légère et d'éléments de la 16e division légère:298. 
Le 29 juillet 1965, en guise de démonstration de force, les troupes du Front unifié pour la libération des races opprimées (FULRO) s'emparent d'un camp frontalier du Groupe de défense civile irrégulière (CIDG) des Hauts plateaux à Buon Brieng, dans la province de Darlac, et se retirent quelques jours plus tard avec 176 membres du CIDG. Lorsque des éléments de la division réoccupent le camp et forcent plusieurs centaines de partisans du FULRO à rejoindre les unités locales des Forces régionales sud-vietnamiennes (Regional Forces - RF), les tensions augmentent encore. À la mi-décembre, le FULRO lance une série d'attaques coordonnées dans les provinces de Quang Duc et de Phu Bon, s'emparant du siège d'une province et tuant 32 soldats de l'Armée de terre de la république du Viêt Nam (Army of the Republic of Vietnam - ARVN) avant que les forces gouvernementales, dont un bataillon aéroporté, ne rétablissent l'ordre. Les incidents étaient plus une démonstration qu'une véritable révolte, et après les attaques initiales, l'activité militaire des FULRO s'est calmée:74.
En 1966, la division, qui ne comptait auparavant que deux régiments d'infanterie, s'enrichit d'un troisième régiment:146. 
Du 25 août 1966 au 1er décembre 1967, le 44e régiment de la division participe à l'opération Byrd avec le 2e bataillon du 7e régiment de cavalerie américain dans la province de Bình Thuận ; au cours de l'opération, le régiment perd 41 tués alors que les pertes totales du Viêt-cong (VC) s'élèvent à 913 tués:208–12. 
Du 6 avril au 11 octobre 1967, la division participe à l'opération Francis Marion avec la 4e division d'infanterie américaine et la 173e brigade aéroportée contre les bases de l'Armée populaire du Viêt Nam (People's Army of Vietnam - PAVN) dans les provinces de Pleiku, Darlac et Kon Tum. Les pertes totales de la PAVN s'élèvent à 1 600 tués:287–309. 
Une évaluation réalisée au début de l'année 1968 a révélé que la division, basée dans les régions intérieures reculées, était considérée comme un "marigot" et ne parvenait pas à attirer de bons officiers, ce qui se traduisait par des commandants de régiment et de bataillon de qualité médiocre:331. Le général Vo Vanh Canh prend le commandement de la division en 1968 après la mort de son prédécesseur:364
Au milieu de l'année 1968, encouragé par le succès apparent des opérations conjointes avec la 22e division, la 1re force de campagne, Vietnam (I Field Force, Vietnam), le commandant, le général William R. Peers, ordonne à la 4e division d'infanterie américaine de soutenir la 24e Zone tactique spéciale (avec le 42e régiment d'infanterie à trois bataillons) et la division dans la région de Ban Me Thuot. Peers a également ordonné l'organisation d'une Task Force South avec deux bataillons de la 173e brigade aéroportée, en associant ces unités à plusieurs bataillons de Rangers et aux 44e et 53e régiments de la division au sud de Bình Định. Le succès du programme a été très variable d'une unité à l'autre. Dans l'intérieur des Hauts palteaux, le programme de jumelage de la 4e division américaine n'est pas développé, car les unités restent concentrées sur les grandes opérations de lutte contre la guérilla et, bien que les opérations soient menées de manière coordonnée, elles sont rarement combinées ou intégrées. Dans la région côtière, les programmes de la 173e et de la Task Force South sont plus efficaces:397. 
Le 20 août 1968, au cours de la phase III de l'offensive, un bataillon du 24e régiment PAVN a attaqué une base d'appui-feu de la division sur la route 14, à 22 km au nord de Pleiku. Les défenseurs repoussent l'assaut, tuant 87 PAVN pour 9 ARVN tués:658. 
Le 24 août 1968, le 2e bataillon du 45e régiment est envoyé au camp de Duc Lap (Duc Lap Camp) pour soutenir le CIDG qui combat le 66e régiment PAVN dans la bataille de Duc Lap. Le 2e bataillon et 3 compagnies de la force MIKE (MIKE Force) ont réussi à repousser l'assaut des PAVN, tuant plus de 700 d'entre eux:658–62. 
Le 8 septembre, le commandant de la division, le général de brigade Trương Quang Ân, sa femme, un conseiller et trois membres de l'équipage américain sont tués lorsque leur hélicoptère s'écrase près du camp de Duc Lap:271. 
En 1970, le général de brigade Gordon J. Duquemin, conseiller principal adjoint du 2e corps d'armée, a cité un bataillon du 53e régiment qui "est resté à Dalat pendant toute l'année 1969 et n'a tué que dix ennemis, alors que deux de ses membres ont été tués au combat", un bilan qui, selon lui, "peut difficilement justifier le coût de son existence". Selon Duquemin, la plupart des commandants sud-vietnamiens "préfèrent éviter l'ennemi plutôt que de le combattre":402. 

### Bataille de Kontum
Le 28 avril 1972, pendant la bataille de Kontum, le quartier général de la division a été déplacé de 160 km de Ban Me Thuot à Kontum pour prendre le contrôle de toutes les forces de l'ARVN défendant la ville:92. Le 53e régiment a été chargé de la défense de Kontum tandis que les 2e et 6e groupe de Rangers ont été déployés au nord de la ville sur la route 14 pour retarder l'avance des PAVN:93. Début mai, les 45e et 46e régiments arrivèrent à Kontum en remplacement des 2e et 6e groupes de Rangers au nord de la ville, améliorant ainsi le contrôle opérationnel des défenses.:94 À la mi-mai, le 44e régiment était situé sur la route 41, à 4 km au nord-ouest de Kontum, le 45e régiment défendait le nord de la ville et le 53e régiment au nord-est défendait l'aérodrome de Kontum:95.
Les PAVN attaquèrent Kontum le matin du 14 mai sans la préparation d'artillerie lourde qui avait été utilisée lors de leurs attaques précédentes. Le 48e régiment et le 203e régiment de chars attaquent la ville par le nord-ouest, le 28e régiment vient du nord et les 64e et 141e régiments attaquent par le sud:K-15. L'artillerie de l'ARVN commence à prendre pour cible les chars T-54 qui descendent la route 14. Ce ciblage sépara l'infanterie de soutien de la PAVN de ses chars et permit aux tueurs de chars de l'ARVN de faire leur travail. Deux T-54 furent détruits par des équipes équipées de M72 LAW. Le ciel était couvert et le soutien aérien tactique n'était pas en mesure d'opérer, cependant, les hélicoptères Hawk's Claw étaient arrivés sur les lieux depuis le camp Holloway, leurs hélicoptères et Jeeps étaient équipés de missiles BGM-71 TOW, qui étaient assez puissants pour pénétrer un T-54. Ils trouvèrent les chars de la PAVN avant qu'ils ne puissent s'abriter dans la jungle et détruisirent deux autres chars. À 9h00, l'attaque avait été stoppée:K-15. Les PAVN poursuivent leurs tirs de roquettes et d'artillerie tout au long de la journée. Puis à 20h00 le 14, les PAVN lancèrent une seconde attaque, mettant une forte pression sur le nord, l'ouest et le sud. Deux frappes de B-52 Stratofortress étaient prévues et elles étaient dirigées contre les forces de la PAVN qui faisaient pression sur le 44e régiment. Les forces de la PAVN se sont retirées après avoir subi des centaines de pertes lors de l'attaque:98. Le 15 mai, l'attaque de la PAVN s'est poursuivie, mais le 44e a maintenu ses positions grâce à l'appui aérien tactique.
Dans la nuit du 16 mai, les PAVN poussent le 53e régiment à quitter ses positions et le périmètre est partiellement pénétré. Une nouvelle frappe de B-52 fut demandée pour la base de la pénétration tandis que l'artillerie de l'ARVN poursuivait ses tirs nourris pour maintenir les forces PAVN en place pendant que le 53e régiment se retirait de la zone d'impact. La frappe a été livrée dans les délais prévus avec des résultats dévastateurs car les forces PAVN s'étaient massées pour briser le périmètre de défense. L'attaque a été stoppée et de nombreux chars ont été détruits:K-18. La frappe a été décisive et les trois divisions PAVN affaiblies se sont regroupées dans la jungle autour de Kontum.
Au cours des deux semaines suivantes, les forces de l'ARVN et de la PAVN se mirent mutuellement à l'épreuve:K-19. La division répond aux attaques d'artillerie avec sa propre artillerie ou en faisant appel aux tirs des hélicoptères Hawk's Claw. Les sorties de B-52 furent à nouveau utilisées, mais la PAVN savait qu'il ne fallait pas masser les troupes comme elle l'avait fait en essayant de briser le périmètre de défense. À 3h45 le 20 mai, le 53e régiment fut attaqué par le premier de trois assauts complets venant du nord. Lors de la troisième attaque, le 53e régiment est poussé hors de ses positions. Tout au long de la journée, le 53e régiment tente de regagner ses positions, mais la PAVN est désormais retranchée. Le nouveau conseiller principal de la division et le colonel Ba décident de faire monter neuf chars M41 et de diriger tous les tirs sur les positions PAVN à l'aide d'hélicoptères de combat:K-19. Le front est rétabli. Trois assauts supplémentaires furent lancés au petit matin. Chacun d'eux est repoussé après de violents combats au corps à corps:K-20 
Dans les premières heures du 25 mai, les tirs de mortier et d'artillerie de la PAVN augmentèrent suffisamment pour indiquer la préparation d'une attaque majeure. Dans le quadrant sud, les tirs d'artillerie maintinrent la 23e division de l'ARVN dans ses bunkers. Sous la couverture de l'artillerie, les sapeurs PAVN, dont certains portaient des uniformes ARVN, pénétrèrent dans les bâtiments situés au sud de l'aérodrome de Kontum:K-22 Au petit matin du 26 mai, les PAVN attaquèrent la division par le nord avec des équipes de chars et d'infanterie. Aux premières lueurs du jour, les hélicoptères Hawk's Claw réussit à détruire neuf chars, deux mitrailleuses et un camion. Cela a permis de stopper l'élan de l'attaque:K-22. Plus tard dans la journée, le colonel Ba lance un bataillon du 44e régiment dans la bataille. Cela limita la pénétration des PAVN dans les lignes de l'ARVN. Après la tombée de la nuit, les attaques contre les 45e et 53e régiments s'intensifient, le 45e étant le plus touché. L'appui aérien tactique fut détourné pour soutenir le régiment, y compris deux frappes de B-52 prévues à 2h30 le 27 mai, ce qui eut pour effet d'émousser l'attaque:K-22. Le matin même, le 44e régiment découvre à son réveil des chars et de l'infanterie de la PAVN dans son périmètre. La zone n'avait pas été correctement sécurisée et des chars T-54 se trouvaient à moins de 50 yards (46 m) des bunkers:K-23. Les défenseurs ont pu utiliser des tirs de M-72 LAW pour ralentir les chars. À l'aube, des hélicoptères Hawk's Claw arrivèrent de Pleiku. La fumée dense obscurcit l'action, mais les équipages des Hawk's Claw parviennent tout de même à détruire deux chars T-54:K-23. Grâce aux hélicoptères qui neutralisent les chars, l'infanterie de l'ARVN parvient à stopper l'avancée de la PAVN. Le 28 mai, la bataille se déroule en dents de scie. Les PAVN occupaient des bunkers et des bâtiments dans certaines parties de la ville et étaient trop bien fortifiés pour être détruits par des attaques aériennes ou d'artillerie:K-24 Cependant, leur capacité à lancer une attaque soutenue semble avoir disparu. Avec la supériorité aérienne des États-Unis et de la RVNAF, les troupes de la PAVN ne pouvaient pas recevoir suffisamment de nourriture et de matériel depuis leurs bases dans la jungle:103. La division contre-attaque le 30 mai et, à la mi-journée du 31 mai, a éjecté les PAVN de la ville:103–4. 
Le 6 juin, le commandement du front B3 de la PAVN mobilisa sa dernière unité de réserve, le 66e régiment, pour couvrir le retrait de tous ceux qui restaient dans la ville. Du 29 mai au 8 juin, la division s'est rendue de bunker en bunker pour nettoyer les dernières forces de la PAVN. Le 9 juin, la ville de Kontum est déclarée entièrement sécurisée par le commandant de la division, Ly Tong Ba, qui a été promu général de brigade.
À la mi-juin, la division lance un raid par hélicoptère contre le camp de base de Tân Cảnh occupé par les PAVN, ainsi que plusieurs autres raids aux résultats limités. Des opérations terrestres sont menées le long de la route 14, mais le contrôle de l'ARVN s'étend à peine sur 10 km au-delà de Vo Dinh. Au sud, la route 14 jusqu'à Pleiku a été nettoyée de la PAVN à la fin du mois de juin:105.
À la fin de l'année 1972, Kontum était la dernière grande ville des hauts plateaux de l'ouest sous contrôle sud-vietnamien. La route 14 a continué à être améliorée jusqu'à l'avant-poste de l'ARVN à Đắk Tô, à environ 40 km au nord de Kontum, et constituait la principale voie d'accès à Kontum depuis le nord. Bien que l'ARVN ait finalement libéré la ville, un certain nombre de tentatives visant à repousser les PAVN au-delà de Vo Dinh, au nord de Kontum, ont échoué. Les défenses avancées de l'ARVN au nord-ouest de Kontum étaient constituées du 44e régiment à la base N, un point d'appui construit derrière la rivière Dak Bla et sur la colline d'Eo Gio, à cheval sur la route 14 au nord de la base N, près de l'aérodrome de Kontum. Le point d'appui R, au sud de la base N, donnait une certaine profondeur à la défense. La rivière Dak Bla fait une boucle autour de la ville au sud et serpente vers l'ouest pour rejoindre la rivière Poko près du village de Trung Nghia. Le hameau montagnard de Polei Krong se trouvait sur la Poko, juste au nord du confluent. Avec le 85e bataillon de défense des frontières des Rangers à Polei Krong, l'ARVN tenait Trung Nghia avec les forces régionales de Kontum. La 10e division de l'APVN était responsable du contrôle de la zone située au nord et à l'ouest de la ville de Kontum. Son 28e régiment se trouvait probablement à proximité de la crête de Ngok Bay, une chaîne en forme d'épine de 610 m de haut que les troupes américaines avaient baptisée Rocket Ridge (crête des fusées) parce que la PAVN l'avait longtemps utilisée comme base pour tirer des fusées sur Kontum. Le 66e régiment se trouve à proximité de Đắk Tô, tandis que le 31 décembre 1972, le 95B régiment force le 44e régiment à se replier et s'installe dans le col de Chu Pao, où la route 14 passe entre des sommets de 910 m au sud de Kontum City. Les trois régiments ont subi de lourdes pertes pendant l'offensive de Pâques et sont considérés comme n'ayant plus que 25 % des effectifs autorisés. Un quatrième régiment, le 24B Régiment indépendant du front B-3, était situé à l'ouest du col de Chu Pao, il était probablement à moins de 40 pour cent de l'effectif autorisé. À la fin de l'année, la Division, après de violents combats, était en possession du camp de Đức Cơ (Đức Cơ Camp). La division doit une grande partie de ses succès à Đức Cơ et dans le district de Thanh An à l'important soutien des B-52 et au 41e régiment de la 22e division, qui avait pris Đức Cơ après que des éléments de la division eurent échoué. La défense de Đức Cơ a ensuite été confiée au 73e bataillon de défense des frontières des Rangers. Bien que les événements aient prouvé que l'ARVN ne pouvait pas tenir Đức Cơ indéfiniment, elle était suffisamment forte pour empêcher toute avancée significative de la PAVN ailleurs dans le district de Thanh An. Pour que l'un ou l'autre camp puisse réaliser des gains tactiques significatifs dans les hauts plateaux du centre, des renforts devaient être ajoutés à l'équation:9–11. 

### 1973-1974
Lors de la guerre des drapeaux (aussi connu comme Landgrab '73) en janvier 1973, le front B3 de la PAVN comprenait les provinces de Kontum, Pleiku, Phu Bon et Darlac, une partie de la province de Quang Duc et les districts occidentaux de la province de Bình Định. Les objectifs assignés aux forces PAVN/VC du front B3 étaient de maintenir la 23e division en place, d'isoler les villes de Kontum, Pleiku et Ban Me Thuot et d'interdire les routes principales. La réalisation de ces objectifs permettrait d'étendre efficacement le contrôle sur la population des hauts plateaux du centre. Les PAVN/VC ont attendu la nuit du 26 janvier pour pénétrer dans les hameaux et les villages, et ce n'est que le matin du cessez-le-feu que les attaques ont atteint leur pleine intensité. Le moment choisi signifiait que l'ARVN devrait mener ses contre-attaques après le cessez-le-feu et serait donc théoriquement soumise à l'observation et au contrôle de la Commission internationale de contrôle et de surveillance (International Commission of Control and Supervision - ICCS):24. Les préparatifs pour l'occupation des villages et des hameaux des hauts plateaux ont commencé les 20 et 21 janvier lorsque des éléments des deux divisions PAVN, la 10e et la 320e, ont lancé des attaques pour immobiliser les défenseurs de l'ARVN. Le 20 janvier, la 320e division attaque le camp de Đức Cơ et le contrôle dès le lendemain. Le 27 janvier, les 24e et 28e régiments de la 10e division attaquent Polei Krong et Trung Nghia, forçant le 85e bataillon de défense des frontières des Rangers à se retirer de Polei Krong le 28:24. 
Le 26 janvier, en coordination avec l'attaque de Polei Krong et Trung Nghia, le régiment 95B de la 10e division s'empare de la route 14 à l'endroit où elle traverse le col de Chu Pao et s'y maintient jusqu'au 10 février. Plus au sud, dans la province de Darlac, un pont sur la route 14 près de Buôn Hồ est détruit et plusieurs hameaux sont infiltrés. Le contact avec Ban Me Thuot par la route 14 fut interrompu jusqu'au 14 février. L'unité provinciale VC Gia Lai ferma la route 19 à la frontière Pleiku-Bình Định et la maintint jusqu'au 4 février. Au sud de la ville de Pleiku, des éléments de la 320e division réussirent à fermer temporairement la route 14. La ville de Pleiku elle-même a été attaquée à plusieurs reprises par des roquettes de 122 mm le 28 janvier, mais les dégâts ont été légers. La PAVN/VC ne réussit pas à tenir les villages occupés, subit de lourdes pertes et son efficacité militaire diminua considérablement. Le gain le plus important fut la reprise de Đức Cơ à temps pour recevoir l'ICCS, mais ce résultat mis à part, à la mi-février, l'équilibre militaire dans les hautes terres était généralement le même qu'à la fin de décembre 1972:25. 
Du 8 juin à août 1973, le 44e régiment participe à la bataille de Trung Nghia avant d'être remplacé par le 42e régiment de la 22e division. Le 1er septembre 1973, lorsque le 42e régiment entame son assaut final sur Trung Nghia, le 53e régiment occupe Plei Djo Drap, laissé vacant par le 66e régiment PAVN qui s'est retiré:47–54
Du 30 octobre au 10 décembre 1973, la division et les forces des Rangers livrent la bataille de Quang Duc, réussissant à mettre en échec les efforts des PAVN pour étendre leur réseau logistique depuis le Cambodge:58–60 
Le 2 août 1974, le commandant de la division, le général de brigade Le Trung Tuong, a transféré son quartier général de Kontum à un emplacement plus central à Pleiku. À Kontum, il laisse un poste de commandement avancé et une force d'infanterie assez importante sous le commandement de son adjoint, le colonel Hu The Quang. Les troupes sous le commandement du colonel Quang comprenaient le 45e régiment, qui défendait les approches nord-est de la ville de Kontum et opérait dans la jungle montagneuse entre la route 5B et l'avant-poste numéro 4. À environ 15 km au nord-est de Kontum, l'avant-poste numéro 4 a été perdu lors d'une attaque des PAVN au cours de l'été et n'a jamais été récupéré par l'ARVN. Il avait servi de base pour interdire une route PAVN, appelée Route 715, que les PAVN construisaient depuis Vo Dinh, au nord-est de Kontum, en direction de Bình Định. Au nord de l'avant-poste numéro 4, l'avant-poste numéro 5 avait une fonction similaire, mais il fut également perdu par la PAVN cet été-là. Le colonel Quang a demandé au 40e régiment, rattaché à la 22e division, de sécuriser les approches nord-ouest de la ville. Deux bataillons du 44e régiment étaient en réserve derrière le 40e au nord-ouest de Kontum, tandis que le troisième bataillon se recyclait à Ban Me Thuot. Trois bataillons des forces régionales (Regional Forces -  RF) sont aux avant-postes le long des approches nord et ouest, tandis qu'un quatrième bataillon du RF et deux bataillons de Rangers sécurisent le sud de la province et le col de Chu Pao. Bien que le colonel Quang pense pouvoir défendre Kontum City, les formations de l'ARVN sur les hauts plateaux ont perdu la mobilité qui avait permis au IIe corps d'armée de déployer rapidement des forces par voie aérienne, depuis de petites patrouilles jusqu'à des divisions entières, afin de faire face aux menaces de l'APVN et d'annuler quelque peu les avantages de l'initiative et de l'effet de surprise. Les contraintes en matière de carburant et d'entretien ont pratiquement éliminé la mobilité aérienne. Les patrouilles de reconnaissance à long rayon d'action, qui se déplaçaient auparavant par hélicoptère, se rendaient désormais à pied dans les zones d'objectifs, leur rayon d'action et leur capacité à rester sur place étant considérablement réduits. Le transport aérien logistique pour l'ensemble de la province était limité à un hélicoptère CH-47 Chinook; par conséquent, la quasi-totalité du ravitaillement et de l'évacuation était acheminée par camion aussi loin que possible, puis transportée sur des pistes escarpées jusqu'aux positions avancées. Ainsi, même par beau temps, l'ARVN ne pouvait pas renforcer ou secourir les avant-postes isolés. La pression exercée par les PAVN diminua en septembre et la division de Kontum se concentra sur la route 715 des PAVN qui, à la mi-septembre, avait été prolongée jusqu'à 15 km de la limite des provinces de Bình Định et de Pleiku, contournant les défenses de Kontum à l'est. Le IIe Corps envoie des patrouilles de reconnaissance à longue portée contre la route pour poser des mines et saboter les camions et le matériel de construction de la route, et des frappes aériennes sont déclenchées. Quatre canons de 175 mm à Kontum, dont les tirs sont réglés par le dernier avion d'observation L-19 de la province, interdisent également la route 715. Les attaques persistantes de l'ARVN causèrent de nombreuses pertes parmi les équipes de travail de la PAVN et interrompirent temporairement l'extension de la route:122.

### 1975
L'action terrestre en janvier à Kontum et Pleiku était limitée à des sondages, des patrouilles et des attaques par le feu, mais la RVNAF était quotidiennement occupée à frapper l'afflux de convois de camions roulant vers le sud le long des nouveaux couloirs logistiques de la PAVN. Lors d'une attaque début janvier, au nord de Kontum City, 17 camions chargés furent détruits, une expérience qui se répéta fréquemment tout au long du mois et en février. Pendant ce temps, les équipes de Rangers de la division ont mené plusieurs raids contre l'oléoduc de la PAVN, mais les coupures de la ligne n'ont été que des inconvénients temporaires. D'autre part, un raid de sapeurs de la PAVN le 9 janvier à Pleiku détruisit 5,6 millions de litres de carburant divers, une lourde perte pour la logistique de l'ARVN déjà mise à rude épreuve. Le 10 janvier, les attaques du groupe de Rangers de la division avaient atteint des positions situées à 10 km au nord de Kontum City, le long de la route 14. L'objectif, Vo Dinh, est cependant hors de portée, car la résistance de la PAVN s'est renforcée. Pendant ce temps, dans la province de Pleiku, le long de la route 19 à l'est de Le Trung, une attaque des PAVN envahit les avant-postes du 223e bataillon de RF. Le 45e régiment contre-attaque et, quelques jours plus tard, reprend les positions initiales:140.
À la mi-janvier, la 320e division PAVN est observée en train de se déplacer vers le sud en direction de Darlac et un regroupement près de Ban Me Thuot est détecté. Le 30 janvier, des frappes aériennes endommagent trois chars dans une zone de base au nord de Ban Me Thuot, et le 53e régiment lance une opération dans la zone, rencontrant une faible résistance. Le commandant du IIe corps, le général Phạm Văn Phú, envoie le 2e bataillon du 45e régiment au sud de Pleiku pour renforcer la sécurité le long de la route 14, près de l'intersection des frontières entre Pleiku, Darlac et la province de Phu Bon. Le 4 février, près du village de montagne de Buon Brieng, le bataillon a récupéré un rallié PAVN du 48e régiment, 320e division, qui a confirmé que le 320e se déplaçait vers Darlac. Il a déclaré que le 320e avait quitté Đức Cơ vers le 12 janvier et que des groupes de reconnaissance de la 10e et de la 320e division s'étaient rendus dans les provinces de Quang Duc et de Darlac, respectivement, au cours des derniers jours. Dans la province de Darlac, début février, la Division disposait d'un poste de commandement avancé à Ban Me Thuot, de deux bataillons du 53e régiment, d'un bataillon du 45e régiment et de six des sept bataillons de la Force régionale appartenant à la province. Alors que le septième bataillon de la RF était déployé dans la province de Kontum, les six bataillons du Darlac étaient très éloignés les uns des autres et se trouvaient dans des zones isolées. Deux bataillons se trouvaient autour de Ban Don, au nord-ouest de Ban Me Thuot, un patrouillait sur la route locale 1 entre Ban Me Thuot et Ban Don, un se trouvait dans un avant-poste au nord de Ban Me Thuot sur la route 430, un autre sécurisait un village de réinstallation sur la route nationale 21 près de la frontière avec Khánh Hòa, tandis que le sixième se trouvait au sud, dans le district de Lac Thien. Le général Phú réagit à la menace croissante qui pèse sur la province de Darlac en engageant l'ensemble du 45e régiment dans la zone frontalière Darlac-Phu Bon, pour tenter de trouver et de détruire les éléments de la 320e division. Pendant que ces opérations se déroulaient au nord de Ban Me Thuot, la PAVN, au cours des deux dernières semaines de février, tendit une embuscade à trois convois de l'ARVN sur la route 21, à l'est de la capitale. Le 28 février, une unité ARVN tendit une embuscade à une patrouille de reconnaissance PAVN à seulement 12 km au nord de Ban Me Thuot, et le G-2 du IIe corps d'armée, ainsi que le G-2 de l'État-major général des forces armées de la République du Viêt Nam (Joint General Staff - JGS), insistèrent sur le fait qu'une attaque majeure sur Ban Me Thuot était imminente. Entre-temps, de violents combats avaient éclaté dans les provinces de Kontum et de Pleiku. Pour la première fois depuis l'offensive de Pâques, la ville de Kontum reçut le 28 février, puis le 4 mars, une attaque d'artillerie de la PAVN. Dans l'ouest de Pleiku, le 44e régiment et le 25e groupe de Rangers sont fortement attaqués dans le district de Thanh An. Sentant que l'attaque principale des PAVN aurait lieu à Kontum et Pleiku, et croyant que les combats à Ban Me Thuot étaient une tromperie, le général Phú rappela le 45e régiment de Darlac à Pleiku. Il ordonna également à la division de retirer son poste de commandement avancé de Ban Me Thuot et de le ramener à Pleiku. De plus, le 4 mars, il ordonna à la 22e Division d'alerter son 42e Régiment en vue d'un mouvement vers Pleiku:141. 

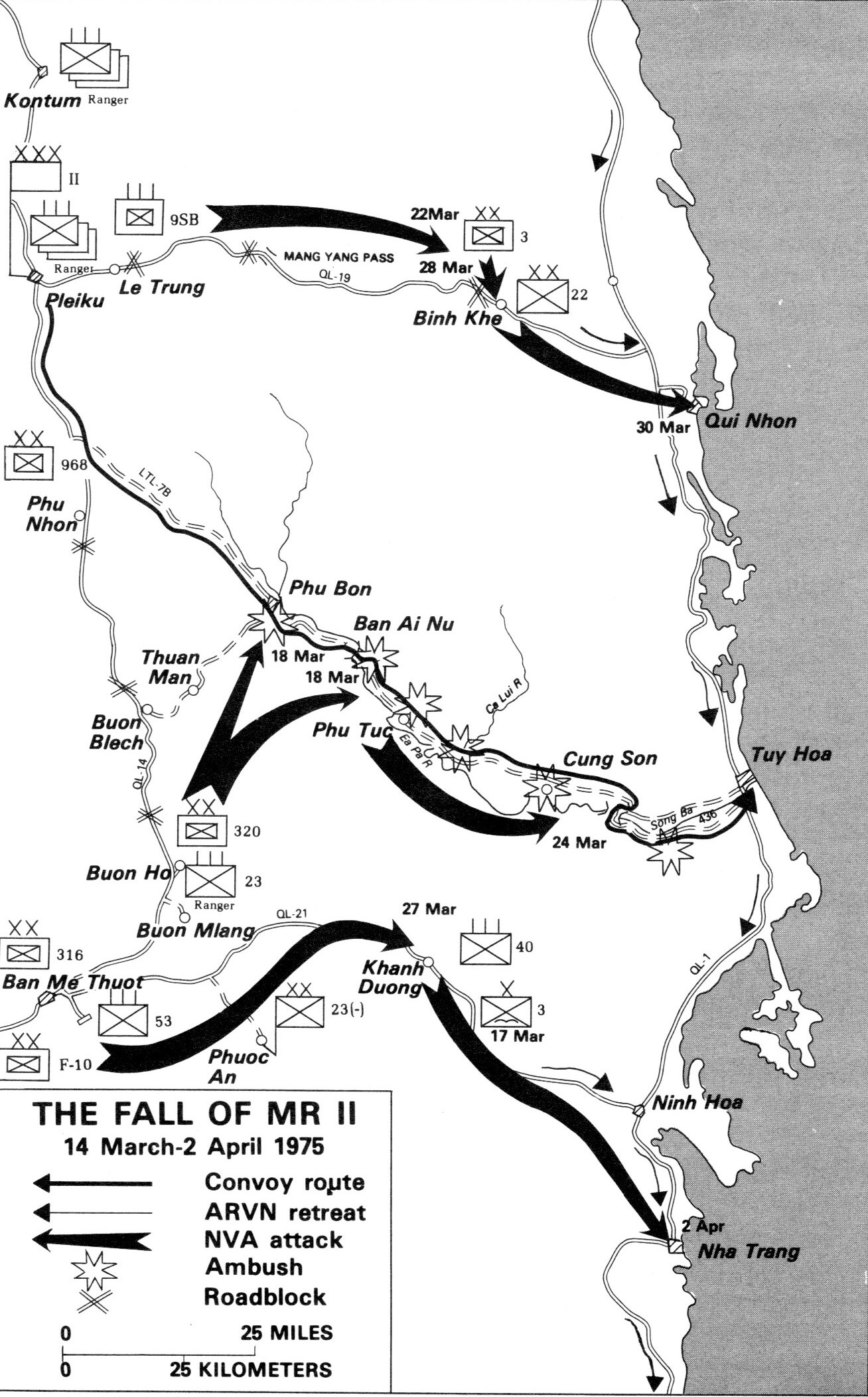
Carte de la chute du 2e corps d'armée

Les premières salves de la campagne 275 (Bataille de Buôn Ma Thuột) de la PAVN retentissent le long de la route 19, l'axe vital vers les hauts plateaux, au petit matin du 4 mars. Des attaques simultanées fermèrent la route entre le col de Mang Yang, dans la province de Pleiku, et la province de Bình Định. Les sapeurs de la PAVN font sauter le pont 12 au sud-est de Binh Khê, dans la province de Bình Định, et l'infanterie frappe les RF/PF sur les hauteurs en surveillant le col d'An Khê et l'unité des FR à la jonction de la route 3A. Bientôt, une position d'artillerie soutenant le 2e bataillon du 47e d'infanterie de la 22e division au nord de Binh Khê est envahie. Une forte attaque du 12e régiment de la 3e division de la PAVN près de l'aérodrome d'An Khê est repoussée, tandis que la base aérienne de Phu Cat est attaquée à la roquette et subit de légers dommages. Alors que la RF/PF de Bình Định et le 47e régiment luttent pour maintenir leurs positions face aux assauts de l'artillerie, de l'infanterie et des sapeurs de la PAVN, les forces de l'ARVN dans la province de Pleiku subissent des tirs de roquettes, de mortiers et de fusils sans recul le long de la route 19, de Le Trung, à 15 km à l'est de la ville de Pleiku, jusqu'aux défilés étroits de la passe de Mang Yang. Les bases d'appui-feu 92 (à l'est de Le Trung), 93 (près de Soui Doi) et 94 (au nord de la colline 3045) ont toutes été bombardées, tandis qu'un certain nombre de leurs avant-postes ont été pris d'assaut. Deux ponts et un grand ponceau entre les FSB 93 et 94 sont détruits par les sapeurs de la PAVN. Le général Phú réagit en envoyant deux bataillons du 4e groupe de Rangers rejoindre des éléments de la 2e brigade de cavalerie blindée, puis en dégageant des parties de la route 19 pour aller jusqu'au FSB 95 dans la province de Bình Định, juste à l'est du col de Mang Yang, mais avant que l'opération ne puisse commencer, la base 94 est prise d'assaut. Pendant ce temps, les roquettes des PAVN touchent la base aérienne de Pleiku ; bien que le terrain reste opérationnel, la zone de maintenance subit de lourds dommages. Alors que les attaques le long de la route 19 étaient considérées par le général Phú comme des indicateurs forts que l'effort principal de la PAVN porterait sur Pleiku, la PAVN interdisait également la route 21, l'autre route principale vers les hauts plateaux, qui reliait la province côtière de Khánh Hòa à Ban Me Thuot. Les sapeurs firent sauter deux ponts entre la frontière du Darlac et Khanh Duong, dans la province de Khánh Hòa, et l'infanterie de la PAVN s'empara d'un avant-poste de la RF/PF près de la frontière provinciale. Les deux seules routes disponibles vers les hauts plateaux sont fermées ; le champ de bataille des hauts plateaux centraux a été isolé en 24 heures d'assauts concentrés. Au quartier général du 2e corps d'armée, les officiers de l'ARVN débattent de l'endroit où se déroulera l'effort principal de la PAVN. Le colonel Trinh Tieu, le G-2, insiste sur le fait que Ban Me Thuot sera l'objectif principal, avec des objectifs intermédiaires et de soutien à Buôn Hồ et Duc Lap. Se basant sur des indications selon lesquelles des éléments des 10e et 320e divisions s'étaient déplacés vers le sud ou avaient au moins effectué des reconnaissances dans les provinces de Quang Duc et de Darlac, il dit au général Phú que les attaques à Kontum, Pleiku et sur la route 19 étaient une diversion, conçue principalement pour maintenir les principales forces de l'ARVN en place à Bình Định, à Kontum et à Pleiku. Le général Phú estimait néanmoins que Pleiku était l'objectif principal de la PAVN. Son raisonnement était basé sur le poids des attaques actuelles des PAVN par le feu contre le 44e régiment dans le district de Thanh An à Pleiku et contre les Rangers au nord de Kontum. N'ayant que deux régiments protégeant les approches occidentales de Pleiku, il ne voulait pas affaiblir ce front pour renforcer Ban Me Thuot où rien d'important n'avait encore eu lieu:149. 
La route locale 487 serpentait à travers les hautes terres boisées du sud-ouest de la province de Phu Bon entre Cheo Reo, la capitale, et Buon Blech, où elle rejoignait la route nationale 14 à environ 60 km au nord de Ban Me Thuot. C'est à cette jonction que la PAVN a porté, le 8 mars, le premier coup direct de la campagne 275. Des éléments du 9e régiment de la 320e division attaquent le quartier général du sous-secteur et la 23e compagnie de reconnaissance, ce qui les oblige à se retirer. Pendant ce temps, le 45e régiment sur la route 14 près de Thuan Man signale un contact avec l'infanterie de la PAVN. Les combats se poursuivent tout au long de la journée, mais la route 14 est définitivement bloquée par le 9e régiment. Le 9 mars, la 10e division PAVN lance des attaques simultanées dans toute la province de Quang Duc. L'assaut contre les Rangers à Kien Duc est repoussé, et le RF/PF de Quang Duc à Duc Lap tient également ses positions, mais au sud de Duc Lap, au carrefour du district de Đăk Song, de lourds bombardements d'artillerie et des assauts d'infanterie chassent le 2e bataillon du 53e régiment de ses défenses et, à midi, il est débordé. Le général Phú est désormais convaincu que Dar1ac est le principal champ de bataille et que ses forces ont besoin de renforts immédiats. Il demande à l'état-major général des forces armées de la République du Vietnam (en vietnamien: Bộ Tổng tham mưu Quân lực Việt Nam Cộng hòa - en anglais: Joint General Staff ou JGS) un groupe de Rangers supplémentaire, mais sa demande est rejetée ; le JGS dispose de peu de réserves et les menaces qui pèsent sur d'autres régions sont de plus en plus nombreuses. Ne parvenant pas à acquérir une puissance de combat supplémentaire en dehors de la région, le général Phú retira les 72e et 96e bataillons de Rangers du 21e groupe de Rangers du col de Chu Pao et de Kontum et les envoya par avion à Buôn Hồ ; une fois sur place, ils montèrent dans des camions pour parcourir les 35 km qui les séparaient de Ban Me Thuot. Il ordonne également à la 45e compagnie de reconnaissance de Ban Don de retourner à Ban Me Thuot:149. 

### Bataille de Buôn Ma Thuột

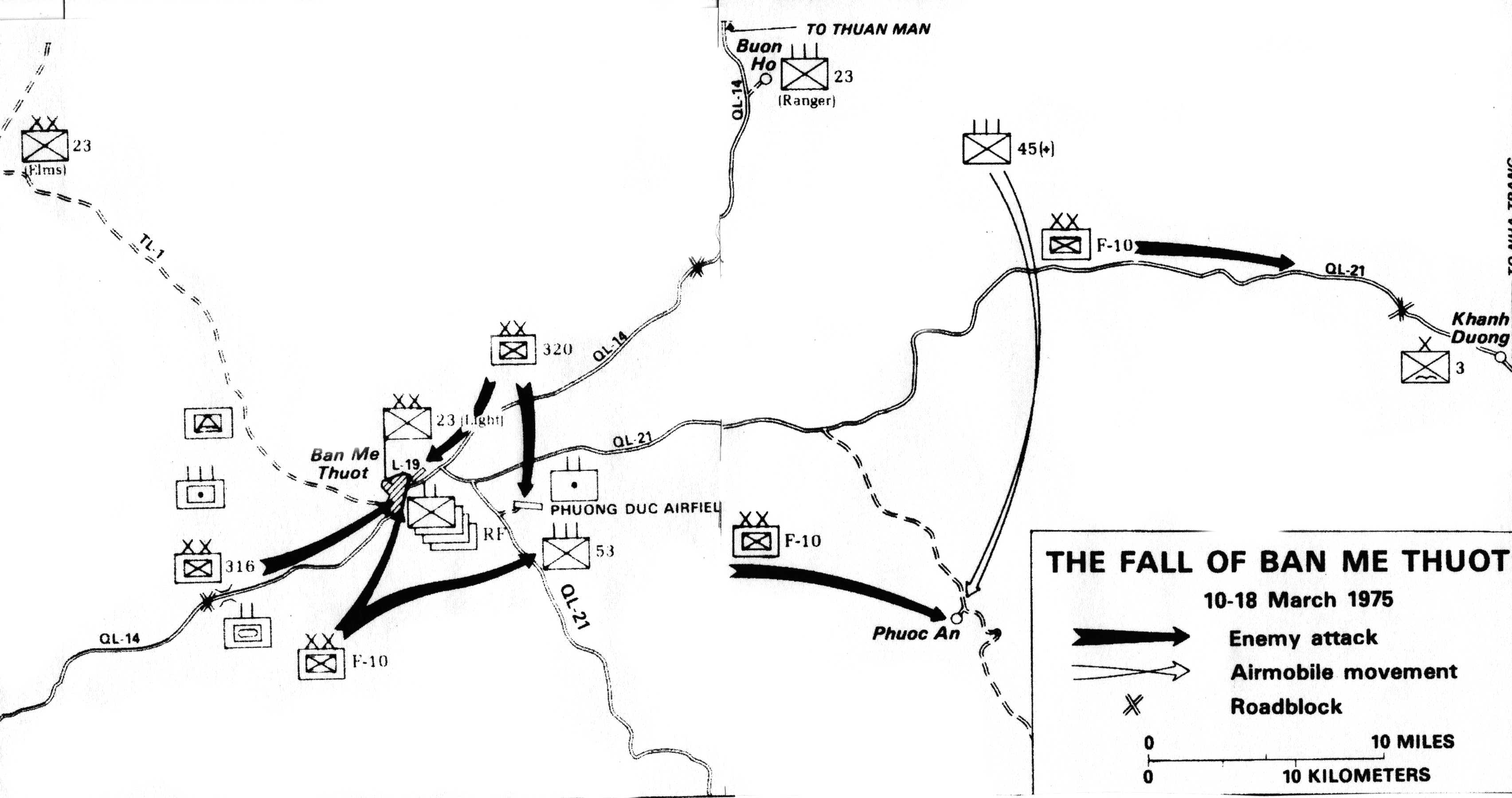
Carte de la bataille de Ban Me Thuot

Au petit matin du 10 mars 1975, des roquettes lourdes et des tirs d'artillerie sont tombés sur Ban Me Thuot et des tirs de mortier ont frappé l'aérodrome de Phung Duc à l'est. Le bombardement a été suivi par des assauts d'infanterie et de sapeurs contre le dépôt de munitions sur la route locale 1 à l'ouest de la ville, la 2e compagnie du 225e bataillon de RF sur la colline 559 au nord-ouest de la ville, et le quartier général du sous-secteur à l'aérodrome de Phung Duc. Toutes les attaques sont repoussées et les pertes des PAVN sont lourdes. Juste avant quatre heures ce matin-là, le 3e bataillon du 53e régiment subit une lourde attaque à l'aérodrome et des chars PAVN sont aperçus au nord-ouest de la ville. Pendant ce temps, les attaques dans la province de Quang Duc se poursuivent, le 259e bataillon de la RF repoussant l'infanterie PAVN sur la route 12 entre Dak Song et Duc Lap et les Rangers tenant bon à Kien Duc et Gia Nghia. Le 15 mars, les défenseurs assiégés de Kien Duc sont finalement débordés:150.
Dans la province de Bình Định, le général Niem, commandant la 22e division, renforce son 42e régiment dans le district de Binh Khe avec le quartier général et deux bataillons du 41e régiment, mais la route 19 est toujours coupée à Le Trung et Binh Khe. Les Rangers attaquants sont bloqués au pont 31 entre les bases d'appui-feu 93 et 94 dans la province de Pleiku. Bien qu'une attaque à la roquette sur l'aérodrome de Pleiku le 10 mars ait interrompu les opérations pendant plusieurs heures, la route 14 entre Kontum et Pleiku est restée ouverte. Un flot continu de véhicules se dirigeait vers le sud par le col de Chu Pao, la population de Kontum fuyant les tirs de roquettes quotidiens sur leur ville et la menace imminente d'une invasion par les PAVN. La route 14 a été fermée le 10 mars dans le sud de Pleiku à la suite d'attaques des PAVN contre des avant-postes territoriaux dans les montagnes proches de la frontière du Darlac:150.
Le 10 mars, en milieu de matinée, des éléments importants de la 320e division avaient pénétré dans Ban Me Thuot. Les combats les plus violents se déroulèrent dans le secteur sud, près de la résidence du chef de la province, du quartier général du secteur et du poste de commandement de la division. Cinq chars PAVN furent détruits ou mis hors d'état de nuire près du poste de commandement, mais l'une des bombes de la RVNAF destinées aux blindés PAVN démolit le quartier général du secteur, coupant toutes les communications. Deux autres chars sont détruits près de l'aérodrome de la ville. La petite garnison ARVN qui s'y trouvait a repoussé les assauts répétés des PAVN et s'est accrochée à la tour de contrôle, mais les efforts du général Phú pour faire voler deux bataillons de RF de Ban Don à Ban Me Thuot ont été contrecarrés par des tirs nourris d'armes légères et d'armes automatiques. Les deux bataillons furent donc détournés vers Buôn Hồ, qui fut également la cible d'une attaque au mortier le 10 mars. Les combats sur l'aérodrome détruisirent huit appareils de la 6e division aérienne, un CH-47, un O-1 et six UH-1. Quatre des sept UH-1 appartenant à la 2e division aérienne ont été détruits au sol, mais les équipages ont réussi à évacuer trois hélicoptères endommagés sous un feu nourri. Le site de stockage de munitions du secteur au sud-ouest de la ville a été pris d'assaut ; 10 000 cartouches de munitions de 105 mm ont été détruites et deux obusiers de 105 mm ont été perdus. À l'aérodrome de Phung Duc, le 3e bataillon du 53e régiment fait deux prisonniers qui identifient les attaquants comme étant le 25e régiment indépendant et le 401e bataillon de sapeurs. Dans la nuit du 10 mars, les PAVN tiennent fermement le centre de Ban Me Thuot, tandis que les principales infanteries, cavaleries et FR/PF de l'ARVN tiennent des positions à l'est, à l'ouest et au sud de la ville. La 2e compagnie du 225e bataillon des FR reste sur la colline 559, et la 4e compagnie du 242e bataillon des FR tient toujours le principal dépôt de munitions. Dans une plantation de café à l'ouest de Ban Me Thuot, la plupart du 1er bataillon du 53e régiment, le quartier général et la 3e troupe du 8e bataillon de cavalerie blindée défendent leur périmètre. La 4e compagnie du 243e bataillon des forces armées est retranchée sur la colline 491 au sud. De petites unités du 53e régiment et du RF/PF combattent toujours dans la ville, mais les combats les plus intenses se déroulent sur l'aérodrome de Phung Duc. C'est là que le poste de commandement avancé de la division a combattu, ainsi que le quartier général du 53e régiment et la 3e troupe du 8e régiment de cavalerie blindée. Les survivants du quartier général de secteur se trouvaient avec quelques unités de Rangers à l'ouest de l'aérodrome:150. 
De très violents combats se poursuivirent le 11 mars, les défenseurs de l'ARVN estimèrent à 400 le nombre de PAVN tués, à 50 le nombre d'armes capturées et à 13 le nombre de chars détruits, et le 53e régiment de l'aérodrome rapporta que les PAVN utilisaient des lance-flammes lors de l'assaut. Des poches isolées de résistance se sont battues, même si le chef de la province, le colonel Nguyen Cong Luat, a été capturé:150.
À Pleiku, le 4e groupe de Rangers ne gagna pas de terrain sur la route 19 au cours de violents combats près du pont 23 et de la base d'appui-feu 93, car le régiment 95B du PAVN contre-attaqua vigoureusement les 11 et 12 mars. Les combats étaient généralisés mais légers dans le reste de Pleiku. Les environs de la ville ont été mortifiés, le quartier général du 2e corps d'armée a subi des dommages mineurs à la suite d'une attaque à la roquette, et trois avions d'attaque A-37 ont été détruits, ainsi que des réserves de carburant et un entrepôt de pièces détachées à la base aérienne de Pleiku, par des roquettes de 122 mm:151. 
La tournure désastreuse des événements au sein du 2e corps a conduit au tournant de la guerre, obligeant le président Nguyễn Văn Thiệu à prendre une décision concernant la conduite de la défense qui créerait le chaos pour les Sud-Vietnamiens et des opportunités pour les Nord-Vietnamiens. Considérant le nord du pays comme sacrifiable afin de préserver la sécurité des IIIe et IVe Corps, il estime qu'il est essentiel de reprendre Ban Me Thuot, même si Kontum et Pleiku doivent être sacrifiés. Il souhaite transmettre ce nouveau concept au général Phú à Pleiku, mais en raison des risques d'une telle rencontre dans cette province déchirée par la guerre, il se laisse convaincre par son état-major de rencontrer le commandant du 2e corps d'armée à la base de Cam Ranh. Le 12 mars, le général Phú annonce que toute résistance organisée à l'intérieur de Ban Me Thuot a cessé. Le 21e groupe de Rangers rassemblait les survivants de ses deux bataillons engagés près de l'aérodrome de Phung Duc et le 45e régiment d'infanterie de l'ARVN se déplaçait en hélicoptère vers le district de Phuoc An sur la route 21, à l'est de Ban Me Thuot. Le lendemain, alors que la 320e division consolidait ses gains à Ban Me Thuot, la bataille pour Phung Duc se poursuivait. Reconnaissant la situation critique dans les hautes terres, le JGS décida d'envoyer le 7e groupe de Rangers, sa dernière réserve disponible, de Saigon pour remplacer le 44e régiment à l'ouest de Pleiku, libérant le 44e pour rejoindre la contre-attaque à Darlac:151. 
La situation au Darlac continue de se détériorer, le village de Quang Nhieu dans les plantations au nord de Ban Me Thuot est envahi ainsi que le village de Buôn Hồ sur la route 14. L'ARVN abandonne Ban Don et retire les unités RF restantes. La relève prévue du 44e régiment à l'ouest de Pleiku a dû être annulée après le déplacement d'un bataillon et du quartier général du régiment parce que le transport aérien nécessaire n'a pas pu être mobilisé pour l'achever. Le 14 mars, le général Phu avait rassemblé à Phuoc An une force opérationnelle sous le commandement du commandant de division BG Tuong. Le 45e régiment, un bataillon et le quartier général du 44e régiment ainsi qu'un bataillon du 21e groupe de Rangers faisaient partie de la force opérationnelle. Le plan consistait à attaquer à l'ouest de la route 21 pour rejoindre les défenseurs tenaces de l'aérodrome de Phung Duc : le 3e bataillon du 53e régiment, qui était resté sur place pendant quatre jours de combats continus, les survivants du 1er bataillon du 53e régiment, qui s'étaient retirés à l'ouest de la ville, et les survivants des 72e et 96e bataillons du 21e groupe de rangers. La contre-attaque doit être soutenue logistiquement depuis Nha Trang. Une autre force opérationnelle composée de cinq bataillons de la province de Khánh Hòa est chargée de dégager la route entre Nha Trang et Khanh Duong:151. 
Le 14 mars, le général Phú s'envole pour la base de Cam Ranh afin de rencontrer le président Thiệu, le Premier ministre Trần Thiện Khiêm, le ministre de la Défense, le lieutenant-général Đặng Văn Quang, et le chef du JGS, le général Cao Văn Viên. Le président Thiệu a exposé sa stratégie pour les hauts plateaux du centre, le rôle du général Phú serait de reprendre Ban Me Thuot en utilisant les troupes qu'il avait encore dans les provinces de Kontum et de Pleiku et la 22e division. La route 19 étant coupée à Pleiku et à Bình Định et les routes 14 et 21 ne pouvant être empruntées à travers Darlac, le général Phú ne disposait que de la route interprovinciale 7B pour récupérer ses forces de Kontum-Pleiku, les rassembler dans la province de Khánh Hòa et les repousser le long de la route 21 jusqu'à Buôn Ma Thuột. Bien que de nombreux risques aient été discutés, cette approche est acceptée par le président et le général Phú retourne à son quartier général pour déclencher le retrait:151. 
Cette nuit-là, le 14 mars, les sapeurs du PAVN pénétrèrent dans la zone de stockage de munitions de Pleiku et firent exploser 1 400 obus d'obusier de 105 mm. Les déploiements au Darlac avaient considérablement affaibli la sécurité à Pleiku et le général Phu avait déjà ordonné l'évacuation de tout le personnel militaire non essentiel et des personnes à charge de Kontum et de Pleiku. Le colonel Giao, commandant par intérim de la 6e division aérienne à Pleiku, dirigea l'évacuation de la base aérienne de Pleiku. Le général de brigade Tran Van Cam, commandant adjoint des opérations du 2e corps d'armée, se voit confier le commandement des forces dans la province de Pleiku. Le colonel Pham Duy Tat, commandant des Rangers du IIe Corps, reste dans la province de Kontum, responsable de la RF/PF et de trois groupes de Rangers, les 6e, 22e et 23e. Tat est promu général de brigade et commande l'évacuation de Kontum et de Pleiku par la route 7B jusqu'à la côte à Tuy Hoa. Le général Phu déplace son poste de commandement à l'arrière du 2e corps d'armée à Nha Trang et remplace le chef de la province de Darlac capturé par le colonel Trinh Tieu, son propre G-2, dont il avait rejeté l'estimation correcte de l'offensive de la PAVN:151. 
Lorsque la contre-attaque de la division à partir de Phuoc An commence le 15 mars, la situation du 53e régiment à l'aérodrome est sinistre. Les soldats de l'ARVN avaient résisté à des bombardements d'artillerie et de mortier presque continus et avaient repoussé les assauts successifs du 25e régiment de la PAVN, mais la 316e division de la PAVN, récemment déplacée dans le plus grand secret depuis le Nord-Vietnam, était prête à attaquer le 53e régiment et les Rangers à l'est de Ban Me Thuot, qui avaient été mis à mal. Pour bloquer la contre-attaque de la division depuis Phuoc An, le général Văn Tiến Dũng ordonne à la 10e division PAVN de remonter depuis Quang Duc. La 10e division rencontre le 45e régiment qui avance et l'arrête à la rivière Ea Nhiae, à 10 km de la jonction prévue avec le 53e régiment. Le 2e bataillon du 45e régiment est brisé lors de cet engagement féroce et la contre-attaque de l'ARVN se transforme en repli. Le BG Tuong, légèrement blessé par le tir de son hélicoptère le 10 mars, se fait évacuer et le commandement revient au colonel le plus ancien de la force opérationnelle, le colonel Duc. Derrière les survivants de la division qui se retiraient, les RF/PF de Khánh Hòa rencontraient une forte résistance à Khanh Duong. Se battant pour les hauteurs surplombant la route de Nha Trang, ils capturent quelques soldats du 25e régiment indépendant, qui avait apparemment contourné la division à Phuoc An après avoir échoué à déloger le 53e régiment à l'aérodrome de Phung Duc. La nouvelle offensive de la PAVN dans la province du Darlac, menée par la 10e division le long de la route 21, pousse la force opérationnelle de la division vers l'est, d'abord jusqu'à Phuoc An, puis à travers Chu Kuk, près de la frontière de Khánh Hòa. Enfin, le poste de commandement de la division atteint Khanh Duong et s'y installe pour récupérer les restes de ses bataillons au fur et à mesure de leur arrivée. Sans ravitaillement, les survivants du 3e bataillon du 53e régiment abandonnent le 18 mars l'aérodrome de Phung Duc et entament un retrait tortueux vers l'est:151-2. 
Le 21 mars, ce qui restait de la division fut transporté par avion vers la sécurité relative de Cam Ranh, alors que l'exode de Pleiku était déjà bien entamé. Les PAVN occupent toujours les hauteurs de Khanh Duong et de ses environs sur la route 21, bien que les 2e et 3e bataillons du 40e régiment de la 22e division aient été déplacés de la province de Bình Định pour renforcer l'attaque. La 3e brigade aéroportée, retirée de la province de Quảng Nam sur ordre présidentiel pour devenir une réserve à Saigon, est débarquée de ses navires à Nha Trang et envoyée en urgence à Khanh Duong pour arrêter la 10e division PAVN qui la poursuit. Les tâches immédiates auxquelles le 2e corps d'armée doit faire face sont le regroupement de ses forces meurtries, l'achèvement de l'évacuation des hauts plateaux et l'arrêt de l'avancée de la PAVN sur la route 21 à Khanh Duong. La contre-offensive pour reprendre Buôn Ma Thuột devra attendre:152. 

### Retraite des hauts plateaux du centre
L'évacuation des forces sud-vietnamiennes des provinces des hauts plateaux commença dans le plus grand secret ; le général Phú espérait que la surprise permettrait d'atteindre Tuy Hòa avant que la PAVN ne puisse découvrir le mouvement et y réagir. En conséquence, seuls quelques officiers d'état-major et commandants furent informés du plan à l'avance ; les chefs des provinces concernées, Kontum, Pleiku et Phu Bon, ne l'apprirent que lorsqu'ils virent les unités de l'ARVN se déplacer. L'opération n'a été préparée que dans ses grandes lignes ; les ordres détaillés n'ont jamais été rédigés ni publiés. Ne prévoyant pas l'inévitable exode massif de civils qui accompagnerait la colonne militaire dès que la population découvrirait ce qui se passait, le général Phú ne fit aucune préparation pour contrôler les foules qui s'enchevêtraient dans les formations de combat, entravant leurs mouvements et leur capacité à se déployer et à combattre. La seule route disponible, la route 7B, était une piste au sud-est de Cheo Reo, envahie par les broussailles, avec des gués en mauvais état et un pont important hors d'usage. Conscient de l'état de la route, le général Phú place le 20e groupe du génie en avant-garde. Quelques véhicules militaires commencent le voyage vers Phu Bon le 15 mars, mais le déplacement du gros des troupes est prévu sur une période de quatre jours à partir du 16 mars. Chaque échelon doit transporter entre 200 et 250 camions et être protégé par une compagnie de chars M48 du 21e bataillon de chars. Les bataillons de Rangers des cinq groupes encore présents dans les provinces de Kontum et de Pleiku, ainsi qu'une compagnie de chars, formeront l'arrière-garde et quitteront Pleiku le 19 mars. Des unités logistiques avec des camions de munitions et de carburant et une partie de l'artillerie du corps d'armée sont affectées au premier échelon, suivies par d'autres unités logistiques et d'artillerie le 17 mars. L'état-major du IIe Corps, la police militaire et le reste du 44e Régiment seront déplacés le lendemain. Les unités du RF/PF sont censées assurer la sécurité le long de l'itinéraire, une mission irréaliste puisque les chefs de province n'ont pas reçu d'ordres. En outre, il y avait environ 20 000 tonnes de munitions ARVN et RVNAF dans les points de ravitaillement, un stock de 45 jours de carburants et 60 jours de rations. Quelques hélicoptères UH-1 et quatre hélicoptères CH-47 ont été envoyés par le IVe Corps pour renforcer la 2e Division aérienne. Le 16 mars, des C-130 transportèrent des civils et des militaires hors de Pleiku, mais une attaque à la roquette des PAVN ferma l'aérodrome le soir même. Les ordres d'évacuation militaire furent donnés le 16 mars ; le 6e groupe de Rangers, qui défendait le secteur nord-est au-dessus de Kontum City, s'était retiré à Pleiku City la veille. Les 22e et 23e groupes de Rangers du nord et du nord-ouest de Kontum se sont retirés à Pleiku le jour suivant. À ce moment-là, la petite force du 44e régiment et les 7e et 25e groupes de Rangers se défendaient toujours à l'ouest de Pleiku et une partie du 25e était fortement attaquée à Thanh An. Le général Tat, qui commande désormais les troupes en retrait, déplace son poste de commandement à Cheo Reo. Modifiant légèrement le plan, il emmène avec lui, en plus des ingénieurs, un de ses groupes de Rangers. Il s'agit d'une modification prudente, car les RF/PF ne sont pas prêts à sécuriser la capitale, la route ou le site de travail du génie. L'après-midi du 16 mars, Cheo Reo fut frappé par des roquettes PAVN lors de la première attaque contre la ville. Le retrait avait été découvert, bien que cette attaque à la roquette ait probablement été menée par coïncidence par les forces locales:152-3. 
Les PAVN ont eu connaissance de l'évacuation le 16 mars, apparemment grâce à une interception de communications indiquant que le quartier général du IIe corps d'armée avait déplacé son poste de commandement avancé à Nha Trang. Plus tard dans la journée, un poste d'observation de la PAVN signale une longue colonne de camions se dirigeant vers le sud en direction de Phu Bon. Le général Dũng avertit le régiment 95B sur la route 19, la 320e division au nord de Ban Me Thuot sur la route 14 et la 10e division sur la route 21, que les forces sud-vietnamiennes effectuaient un déploiement important et que tous devaient être particulièrement vigilants. Plus tôt, il s'était enquis de l'état de la route 7B et on lui avait répondu qu'elle ne pouvait supporter le trafic militaire au-delà de Cheo Reo. Avec l'important convoi de l'ARVN entrant à Cheo Reo, Dũng n'est plus satisfait de cette réponse. Troublé d'apprendre que la route était apparemment utilisable et que la 320e division n'avait pas bougé pour bloquer la colonne, il réprimanda le commandant de la division pour son laxisme et lui ordonna d'attaquer la colonne qui se retirait sans plus tarder. À l'exception de l'attaque à la roquette du 16 mars, la PAVN n'interféra pas avec la colonne à Phu Bon et le long de la route vers Cheo Reo jusqu'au 18 mars, mais comme les ingénieurs du IIe Corps n'avaient pas encore achevé un ponton sur la rivière Ea Pa au-delà de Cheo Reo, plusieurs convois furent bloqués dans la ville et le long de la route vers le sud-est. Tard le 18 mars, la 320e division frappe Cheo Reo avec de l'artillerie, des mortiers et de l'infanterie. Les pertes militaires et civiles sont importantes et des blessés gisent encore dans les rues le lendemain matin. Les photographies aériennes prises dans la matinée du 19 montrent des tirs d'artillerie toujours en cours dans la ville et des centaines de véhicules, souvent endommagés ou détruits, abandonnés le long de la route et dans les rues de Cheo Reo. Le convoi poursuivit sa route, se battant au fur et à mesure qu'il se dirigeait vers le sud. Au milieu de la matinée du 19 mars, l'élément de tête se trouvait à la rivière Côn, à 8 km à l'est de Củng Sơn (13,0596°N 108,962°E) et à environ deux tiers de la distance entre Cheo Reo et Tuy Hòa, mais la colonne en lambeaux s'étirait jusqu'à Cheo Reo, où les réfugiés affluaient toujours. À un gué sur la rivière Ca Lui, à 25 km au nord-ouest de Củng Sơn, plusieurs véhicules lourds s'enlisent. Une attaque aérienne de la RVNAF a contribué au carnage et à la confusion en attaquant par erreur un bataillon de Rangers et en le décimant. À ce moment-là, l'ordre et la discipline militaires ont été réduits à néant. Le général Tat ne contrôle plus les forces qui se replient et le commandant du bataillon de chars marche, ne pouvant plus commander ses chars, bien qu'au moins 10 M48 soient encore opérationnels. Lorsque la tête de la colonne atteint la rivière Ba, à environ 10 km à l'est de Củng Sơn, elle constate que la route 7D a été si lourdement minée par les forces sud-coréennes qui ont opéré dans la région jusqu'en 1973 qu'il n'est pas pratique de la déminer. Au lieu de cela, les ingénieurs reçoivent l'ordre de jeter un pont sur la rivière Ba et de dévier la colonne vers la route locale 436, qui suit la rive sud de la rivière jusqu'à Tuy Hòa. Anticipant ce mouvement, les PAVN ont mis en place cinq barrages routiers le long de la route 436 sur un tronçon de 2 km à l'est de la traversée de la rivière Ba, stoppant le mouvement des sections de pont de Tuy Hòa jusqu'à la traversée. Le 206e bataillon RF reçoit donc l'ordre d'attaquer à travers les barrages routiers depuis l'est, tandis que le 34e bataillon Ranger, avec 16 véhicules blindés de transport de troupes M113, attaquera depuis l'ouest après avoir traversé à gué la rivière Ba:153. 
Le 20 mars, des camions lourds et des chars ont tellement détruit le gué de la rivière Ba qu'il a fallu placer des planches d'acier percées au fond. Cela a été livré par les CH-47, qui ont également commencé à voler dans des sections de pont jusqu'au site à environ 1,5 km en aval du gué. Le 21 mars, la colonne était concentrée autour des sites de gué et de pont à l'est de Củng Sơn, mais l'arrière-garde des Rangers était gravement divisée à Cheo Reo. Les 6e, 7e et 22e groupes avaient la plupart de leurs bataillons au-delà du passage de Ca Lui, mais les 4e, 23e et 25e étaient piégés derrière la 320e division, avançant sur Củng Sơn. Le 22 mars, des éléments du 64e Régiment de la 320e Division ont attaqué les positions de blocage établies par le 6e Groupe de Rangers à l'ouest de Củng Sơn et les ingénieurs de l'ARVN ont achevé le pont sur la rivière Ba. Dans la précipitation pour traverser, le pont a été surchargé et une section s'est effondrée, mais les ingénieurs ont rapidement réparé la travée, et de nombreux véhicules ont dégagé la rive nord de la rivière jour et nuit, pour se retrouver face aux positions de blocage du PAVN le long de la route 436. Mon village Thanh Tay. Tandis que les 35e et 51e bataillons de Rangers combattaient comme arrière-garde dans un défilé étroit à environ 7 km au nord-ouest de Củng Sơn, le 34e Rangers poursuivait l'attaque vers l'est sur la route 436 pour dégager les barrages routiers. À cette époque, les bataillons du 6e Groupe de Rangers étaient les seules unités de combat cohérentes dans la colonne, 3 des 18 bataillons qui ont commencé la longue marche à travers le gant de Phu Bon. Les 35e et 51e Rangers repoussent une forte attaque du 64e Régiment dans la nuit du 23 mars, tuant 50 personnes et prenant 15 armes. Ces deux bataillons avaient rassemblé une force de 15 chars légers M41, 8 chars moyens M48 et 11 obusiers de 105 mm. et 2 obusiers de 155 mm. Deux CH-47 ont alimenté les Rangers en rations et en munitions alors qu'ils se repliaient à travers Củng Sơn. Renforcée par deux compagnies de chars, la 320e Division du PAVN pénétra dans Củng Sơn derrière le 6e Groupe de Rangers en retraite à la fin du 24 mars. Pendant ce temps, le 34e bataillon poursuit l'attaque contre les positions de blocage situées dans le village de My Thanh Tay. Même si le mauvais temps a empêché le soutien aérien, les Rangers ont réduit position après position. Le 25 mars, ils avaient brisé la dernière position et mené la colonne brisée vers Tuy Hòa. Désormais à peine plus qu'une compagnie en nombre, le 34e bataillon se retourne alors pour garder les approches ouest de Tuy Hòa. Finalement, environ 60 000 réfugiés des hauts plateaux se sont dispersés vers Nha Trang, mais au moins 100 000 sont restés bloqués dans l'ouest de la province de Phú Yên, sans nourriture, sans eau ou sans assistance médicale. L'un des retraits les plus mal exécutés de la guerre était terminé:153-4. 

### La fin du2ecorps d'armée
La contre-attaque de la division de Phuoc An fut vaincue de manière décisive lorsque le général Dung engagea sa 10e division, en provenance de Quang Duc. Les survivants du 23e Rangers, RF/PF et les civils qui se sont échappés de Darlac ont afflué vers l'est à travers le plateau le long de la route 21. Les militaires ont été rassemblés à Khanh Duong, le dernier district de la haute plaine avant que la route ne serpente vers le col de Deo Cao. aux collines côtières et aux basses terres de la province de Khánh Hòa. Le col de Deo Cao était l'endroit idéal pour une position défensive visant à protéger Nha Trang, le site du quartier général du IIe Corps, le quartier général de la deuxième zone côtière de la marine de la République du Vietnam et de la 2e division aérienne de la RVNAF. Nha Trang abritait également l'Académie des sous-officiers de l'ARVN et Lam Son, un important centre de formation national, se trouvait à proximité. Au nord de Nha Trang, la route 21 rejoint l'autoroute 1 à Ninh Hòa. À l'ouest de Ninh Hòa, à mi-chemin entre l'océan et les collines du district de Khanh Duong, se trouvait le camp Dục Mỹ, site du centre de formation des Rangers et de l'école d'artillerie de l'ARVN. Ainsi, avec sa concentration militaire et sa population, la région de Nha Trang-Ninh Hòa était la dernière enclave vitale de la région militaire 2. Sans elle, un retour vers les hauts plateaux était pratiquement impossible. S'il pouvait être tenu, les divisions du PAVN pourraient être empêchées de descendre l'autoroute 1 jusqu'à Saigon:163.
La plupart des survivants de Darlac ont été déplacés au-delà de Khanh Duong par route et par hélicoptère, les Rangers vers Dục Mỹ pour se regrouper, les soldats de la division vers Cam Ranh et Lam Son. Un quartier général avancé de la Division fut établi à Khanh Duong pour commander les forces affectées à la défense du col : la 3e Brigade aéroportée, retirée de ses navires à Nha Trang après avoir été expédiée vers Saigon depuis Quang Nam, et le quartier général et deux bataillons de la Division. 40e Régiment, 22e Division, de la province de Bình Định. La 10e Division PAVN se lance à la poursuite de Phuoc An et se rapproche rapidement de Khanh Duong. Le 40e Régiment poussa à l'ouest de la ville pour rencontrer l'avancée de la 10e Division. La 3e Brigade aéroportée se retranche sur les hauteurs du col, derrière le 40e Régiment. Le 22 mars, les principaux bataillons de la 10e Division, soutenus par des chars, ont fait irruption dans Khanh Duong et les deux bataillons du 40e Régiment ont été contraints de se retirer par l'intermédiaire de la 3e Brigade aéroportée. Un réseau de chemins forestiers traversait les forêts denses et escarpées de l'ouest de la province de Khánh Hòa. S'il est bloqué par la 3e Airborne dans le passage sur la route 21, le PAVN pourrait envoyer une grande force vers le sud, contournant l'Airborne, et approcher Nha Trang par l'ouest via le district de Diên Khánh. Pour se prémunir contre cette menace, le 40e fut retiré à Dục Mỹ, puis envoyé au sud vers l'est de Diên Khánh pour préparer des positions généralement à cheval sur la route locale 420, qui menait plein est à Diên Khánh et à Nha Trang. Le 40e était renforcé par un bataillon RF et soutenu par un obusier de 155 mm et deux obusiers de 105 mm. Des patrouilles de reconnaissance à longue portée ont été envoyées dans la forêt au sud de Khanh Duong pour tenter de détecter toute force ennemie importante se déplaçant vers le sud en direction de Diên Khánh. Rien d'important n'a été détecté, bien que quelques signes inquiétants d'un trafic intense récent aient été signalés:163.
Dans le col de Deo Cao, avec des positions avancées sur la montagne Chu Kroa, un sommet important de plus de 3 100 pieds (940 m), la 3e brigade aéroportée s'est retranchée pour attendre la 10e division du PAVN, dont le 28e régiment d'infanterie et ses chars étaient déjà à Khanh Duong. Un bataillon RF local se trouvait dans le col au sud de la brigade aéroportée. Le 34e bataillon de Rangers, 7e groupe de Rangers, protégeait l'approche nord de Ninh Hòa au col de Deo Cao. Alors que les Aéroportés tiennent toujours la route 21, le général Phú a annoncé le 29 mars de nouvelles responsabilités de commandement dans ce qui restait de sa région militaire. Le général Niem, commandant la 22e division, était responsable des provinces de Binh Dinh et de Phu Yen. Les provinces montagneuses des districts de Tuyen Duc et de Lam Dong relevaient de la responsabilité du major-général Lam Quang Tho, commandant de l'Académie militaire de Dalat. En plus des territoriaux, le général Tho disposait de certains des survivants du 24e groupe de Rangers qui avaient marché à travers les montagnes après la chute de Quang Duc. Le BG Le Van Than, commandant adjoint du IIe Corps, a été envoyé à Cam Ranh. Il défendrait le secteur spécial de Cam Ranh, les provinces de Ninh Thuan et Binh Thuan. Il devait également reformer la division à partir des 4 900 soldats rassemblés à Cam Ranh. La mission la plus critique, la défense de la province de Khanh Koa, revient au BG Tran Van Cam, commandant la 3e Brigade aéroportée, le 40e Régiment et le 34e Bataillon de Rangers, ainsi que les territoriaux. Mais avant que le général Cam puisse quitter la province de Phu Yen, où il contrôlait l'extrémité est de l'exode sur la route 7B, la 10e division attaqua la 3e aéroportée dans le col de Deo Cao le 30 mars. Soutenus par le 40e régiment d'artillerie et avec deux compagnies de chars attachées, des éléments des 28e et 66e régiments encerclèrent le lendemain le 5e bataillon aéroporté, alors réduit de pertes à 20 pour cent. La 3e brigade aéroportée a été déployée en profondeur depuis la montagne Chu Kroa au sud sur environ 15 km le long des hauteurs au-dessus de l'autoroute. Des tirs nourris du PAVN ont détruit 5 des 14 véhicules blindés de transport de troupes soutenant la brigade, et les trois batteries d'obusiers de 105 mm de la force ont dû se déplacer vers l'arrière, s'installant près de Buon Ea Thi où elles se trouvaient hors de portée de soutien des positions aéroportées avancées. L'effondrement de la défense aéroportée s'est ensuite produit très rapidement. A Buon Ea Thi, des éléments de la 10e Division ont débordé les positions aéroportées le long de la route et ont frappé le 6e bataillon aéroporté. Bien que les soldats aient détruit trois chars T-54, ils n’ont pas pu tenir. La brigade étant divisée à Buon Ea Thi, un retrait rapide était impératif pour conserver ce qui restait de la force décimée. La 3e Brigade aéroportée, moins d'un quart de ses soldats encore en rang. est revenu à travers Dục Mỹ et Ninh Hòa et s'est arrêté dans un défilé étroit où l'autoroute 1 bordait la plage en contrebas de la montagne Han Son, juste au nord de Nha Trang. La 10e Division était juste derrière. Le 1er avril, les chars PAVN ont traversé Dục Mỹ et Ninh Hòa et se sont dirigés vers Nha Trang. L'état-major du IIe Corps s'est dirigé vers le sud jusqu'à Phan Rang, les restes vaincus des Airborne, des Rangers, du RF/PF et du 40e d'infanterie ont suivi. La RVNAF a évacué la base aérienne de Nha Trang à 15h00 et tous les avions pilotables ont été évacués. Le 2 avril, les chars du PAVN entrent dans la ville. L'élan de l'avancée du PAVN était tel qu'une défense à Cam Ranh n'était plus réalisable. Conscient de cela, le JGS a autorisé l'évacuation immédiate de tout ce qui restait du IIe Corps via ce port, et le 2 avril, l'évacuation était en cours:163–4.
Le 11 avril, 1 000 soldats de la division se regroupaient à Long Hải, province de Phước Tuy:173.
 

## Organisation
La division était composée des éléments suivants:
- QG de la division
- 44e régiment d'infanterie
- 45e régiment d'infanterie
- 53e régiment d'infanterie
- 230e, 231e, 232e et 233e bataillons d'artillerie
- 8e escadron de cavalerie blindée
- 33e équipe consultative américaine

## Commandants
| N° | Nom complet      | Grade                                | Durée du mandat          | Commentaires |
| -- | ---------------- | ------------------------------------ | ------------------------ | --- |
| 1  | Nguyễn Thế Như   | Lieutenant-colonel                   | 8/1955-9/1956            | Premier commandant. Il a ensuite été colonel commandant de l’école des sous-officiers de cuivre (1957-1958). En 1963, démobilisé avec le grade de colonel |
| 2  | Nguyễn Văn Vĩnh  | Lieutenant-colonel                   | 9/1956-9/1958            | Plus tard colonel |
| 3  | Bùi Dzinh        | Lieutenant-colonel                   | 9/1958-5/1959            | Démobilisé au grade de colonel après le coup d’État 1/11/1963 |
| 4  | Trần Thanh Phong | Lieutenant-colonel                   | 5/1959-5/1961            | Ancien général de division au ministère de la Défense. Le 1er décembre 12, accident d'avion à Tuy Hoa. Promu lieutenant-général à titre posthume |
| 5  | Lê Quang Trọng   | Colonel                              | 5/1961-12/1963           | Démobilisé avec le grade de colonel |
| 6  | Hoàng Xuân Lãm   | Colonel Général de brigade (8/1964)  | 12/1963-10/1964          | Plus tard, lieutenant-général, secrétaire général adjoint à la Défense |
| 7  | Lữ Lan           | 10/1964-8/1965                       |                          | |
| 8  | Nguyễn Văn Mạnh  | Colonel Général de brigade (11/1965) | 8/1965-11/1966           | Plus tard, lieutenant-général, commandant en chef du Collège de défense nationale |
| 9  | Trương Quang Ân  | Colonel Général de brigade (6/1968)  | 11/1966-9/1968           | Accident d’hélicoptère le 8 septembre 1968. Promu général de division à titre posthume |
| 10 | Võ Văn Cảnh      | Colonel Général de brigade (7/1970)  | 9/1968-1/1972            | Plus tard, général de division, assistant du secrétaire à l'Intérieur |
| 11 | Lý Tòng Bá       | Colonel Général de brigade (5/1972)  | 1/1972-10/1972           | Plus tard, général de brigade, commandant de la 25e division d’infanterie |
| 12 | Trần Văn Cẩm     | Colonel Général de brigade (11/1972) | 10/1972-11/1973          | Plus tard, général de brigade, commandant adjoint du 2e corps d'armée |
| 13 | Lê Trung Tường   | Colonel Général de brigade (4/1974)  | 11/1973-14/3/1975        | |
| 14 | Lê Hữu Đức       | Colonel                              | À partir du 15 mars 1975 | Le 14 mars 1975 à Phuoc An, Darlac, le général Le Trung Tuong est blessé et retourne à Saigon pour y être soigné. Le lendemain, le colonel Le Huu Duc, ancien chef d’état-major adjoint chargé de Binh Dinh et du développement de la 1975e région militaire, a été nommé par le général de division Pham Van Phu, commandant du 2e corps d'armée, pour le remplacer en tant que commandant de division (à cette époque, la désignation de la division n’était basée que sur l’identité, en fait, l’organisation et le nombre de troupes de la division avaient été dissous). |